# 仕事率

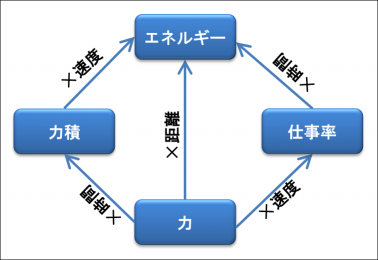
時間・距離・速度に関わる次元

仕事率（しごとりつ、英: Power ）とは、工率（こうりつ）やパワー（英: power）とも呼び、単位時間内にどれだけのエネルギーが使われている（仕事が行われている）かを表す物理量である。「動力性能」という語があるが、その場合これを指すことが多い。

## 定義
仕事率Pは、仕事をW、時間をt としたとき、次式で表される。
{\displaystyle P={dW \over {dt}}}
重力で考えると、重力に逆らう力の大きさは重力と同じであり、距離が同じであれば重力のする仕事と等しい。ただ、重力は等加速度運動、逆らう仕事は等速直線運動であり、同じ距離を動かすのに時間が異なる。そのため、重力とそれに逆らう力は仕事は等しいが仕事率は異なる。
仕事率と同等の概念として電力がある。電力は、以下のように電流と電圧の積で表すことができる。
{\displaystyle P=I\times V}
このことからもわかるように、電気回路において電動機などで電力が消費されると、それと同等の仕事率で別のエネルギーが生成される（仕事が行われる）。これは、電力量と位置エネルギーや運動エネルギーの総量は変化しないというエネルギー保存の法則によるものである。
仕事率と同等の概念として放射束もある。スペクトル密度は波動が放射されたときの各周波数成分における放射束を指す。電力スペクトル密度は「power spectrum density」の訳として使われている。しかし、この「power」は仕事率のことであり電気と関係ない場合でも用いられるが、歴史的経緯からこう呼ばれる。